# Shepody (pomme de terre)
La Shepody est une variété de pommes de terre à chair et à peau blanche originaire du Canada et cultivée principalement en Amérique du Nord.
Cette variété, sélectionnée par le Centre de recherches sur la pomme de terre de Fredericton (Nouveau-Brunswick) a été enregistrée officiellement au Canada en 1980. Elle résulte du croisement d'une variété américaine à chair blanche sélectionnée par l'université Cornell, 'Bake-King', aux tubercules de bel aspect et de bonne qualité, et d'un hybride canadien, 'F 58050', sélectionné à Fredericton et retenu pour sa bonne adaptation à la production de chips.
Le nom 'Shepody' est celui d'une rivière (rivière Chipoudy en français) située dans le sud-est du Nouveau-Brunswick. Cette variété est issue à la fois de 'Early Rose' et de 'Katahdin', deux variétés américaines historiques.
La plante est sensible aux virus S, X et Y, ainsi qu'au virus de l'enroulement et au mildiou, mais modérément résistante à la gale commune, au rhizoctone et à la gangrène (Phoma). Elle n'est pas affectée par la cœur creux. De maturité moyenne (mi-saison), elle est nettement plus précoce que la 'Russet Burbank'.
Les tubercules, de forme ronde à oblongue, ont une chair blanche, la peau claire, fine et lisse ou très légèrement réticulée et des yeux moyennement superficiels de couleur rose. Bien qu'assez gros, ils sont insensibles au cœur creux. Riche en amidon, ces pommes de terre se prêtent bien à la cuisson à l'eau, en purée, en frites et au four. C'est une variété qui convient particulièrement à la production de frites, obtenant lors d'essais de meilleures notes que la 'Russet Burbank', qui est la référence en la matière en Amérique du Nord, en particulier pour la couleur des frites obtenues. En revanche elle ne permet pas d'obtenir des chips de couleur satisfaisante. Elle s'est montré équivalente à la 'Kennebec' pour la cuisson au four ou à l'eau (bouillie).